# Aerom
Aerom of Aeroportul International Marculesti was een Moldavische luchtvaartmaatschappij, die in 2004 werd opgericht. Ze had haar thuisbasis in Marculesti. In 2007 werd het air operator's certificaat ingetrokken waarna de luchtvaartmaatschappeij buiten bedrijf raakte

## Vloot
De vloot van Aerom bestond uit:
- 1 Tupolev Tu-134
- 1 Iljoesjin Il-18
- 1 Antonov An-72
- 1 Antonov An-30
- 1 Antonov An-32
- 2 Antonov An-26
- 1 Antonov An-24